# 徳本恭敏
徳本 恭敏（とくもと ゆきとし、1977年9月22日 - ）は、日本の声優、舞台俳優。山口県山口市出身。

## 来歴
2002年、テレビアニメ『わがまま☆フェアリー ミルモでポン!』のオーディションで結木摂役に合格し、同作でデビュー。第3期『わんだほう』までの同役は寡黙な人物だったが、第4期『ちゃあみんぐ』ではもっと喋るようになるため、第4期で再度オーディションが行われ、これに落選し途中降板となる。同役は合格した浪川大輔に引き継がれた。
ケッケコーポレーション→フリーを経て、2006年（平成18年）10月よりケンユウオフィス所属。声優の伊藤健太郎が主宰する劇団K-Showのメンバーの1人であったが、2007年7月付けで退団した。

## 人物
音質は味わい深い声質。趣味はダンス（pop、ジャズ）、野球、スロット、麻雀。特技は鷺流狂言、バドミントン、電卓。

## 出演
太字はメインキャラクター。

### テレビアニメ
2002年
- わがまま☆フェアリー ミルモでポン!（2002年 - 2005年、結木摂〈初代〉、タイク、ノウフ） - 3シリーズ

2003年
- なるたる（パイロットA）

2005年
- NARUTO -ナルト-（カマタリ、ハンザキ軍団）
- MAJOR 2nd season（西中選手）

2006年
- DEATH NOTE（2006年 - 2007年、リンド・L・テイラー、男1、若者B、葉鳥新義）

2007年
- 一騎当千 Great Guardians（チンピラA）
- 逆境無頼カイジ（2007年 - 2011年、参加者C、男B、敗者、男C、ギャラリーA 他） - 2シリーズ
- シグルイ（大坪、柿右衛門、門人弐）
- 灼眼のシャナII（男子生徒）
- デュエル・マスターズ シリーズ（2007年 - 2010年、坂田ワタル、デュエリストC、ニンジャ） - 2シリーズ
- それいけ!アンパンマン（2007年 - 2010年、チョコレートマン〈5代目〉、こんたろう）
- 遙かなる時空の中で3 紅の月（平家侍2）
- 魔人探偵脳噛ネウロ（AD）
- メイプルストーリー（盗賊）

2008年
- RD 潜脳調査室（託体施設店長）
- あかね色に染まる坂（男1、男2、男子生徒）
- かんなぎ（男性客）
- ストライクウィッチーズ（兵士）
- 隠の王（灰狼衆）
- 熱走! 亀1グランプリ（ゼニタロウ、ギレル・バレル）
- 秘密 〜The Revelation〜（佐々岡ひろし、伊藤一実）
- ミチコとハッチン（ミゲル）
- モノクローム・ファクター（不良少年、王妃役）
- ヤッターマン（第2作）（ルイ・デ・メダチ、ドージョ、デンタルメカ、イケメンレンジャーイエロー、ウナギメカ、カメハメハメカ、ツチノコギリ、ハルウララドクロ 他）
- ONE OUTS -ワンナウツ-（梶原、西村恭介、田代浩二、井之町、北野、高槻 他）

2009年
- 青い文学シリーズ「走れメロス」（部員C、山賊C）
- キディ・ガーランド（4課スミス）
- 君に届け（2009年 - 2011年、浜崎正徳） - 2シリーズ
- 戦国BASARA（2009年 - 2010年、左馬助、兵士A、可之助） - 2シリーズ
- 蒼天航路（剰、衛兵B、射手、部下C、兵士 他）

2010年
- おじゃる丸（お好み焼屋）
- NARUTO -ナルト- 疾風伝（翠雨）
- 爆丸バトルブローラーズ ニューヴェストロイア（ブロンテス）
- 四畳半神話大系（ヨッパライ）

2011年
- HUNTER×HUNTER（第2作）（2011年 - 2012年、男A、ポックル、荒くれ者）

2012年
- エリアの騎士（不破欣一、仙道肇）
- 戦国コレクション（三下1）
- NARUTO -ナルト- SD ロック・リーの青春フルパワー忍伝（カマタリ）
- 名探偵コナン（2012年 - 2022年、藤井刑事、立会人、長野県警機動隊員）

2013年
- 幕末義人伝 浪漫（益田）

2014年
- 鬼灯の冷徹（茗荷、獄卒）
- Re:␣ ハマトラ（ペイパー）

2015年
- ハイキュー!! セカンドシーズン（南田大志）
- ワンパンマン（カニランテ）

2017年
- 龍の歯医者（佐藤修三）

2018年
- ひそねとまそたん（財投豊）
- TO BE HEROINE（香港警察）
- 妖怪ウォッチ シャドウサイド（Dr.カメレオン）
- ジョジョの奇妙な冒険 黄金の風（客引き）

2019年
- 群青のマグメル（探検家の男、男）

2023年
- パズドラ（2023年 - 2024年、町長）
- とんでもスキルで異世界放浪メシ（グリフォン）
- 呪術廻戦 懐玉・玉折/渋谷事変（バイエル）

2024年
- 魔王の俺が奴隷エルフを嫁にしたんだが、どう愛でればいい?（トーレス）

2025年
- 機動戦士Gundam GQuuuuuuX（ジェジー） - 2025年に劇場先行版が公開

### 劇場アニメ
- 劇場版 ヤッターマン 新ヤッターメカ大集合! オモチャの国で大決戦だコロン!（2009年）
- マイマイ新子と千年の魔法（2009年）
- 鬼神伝（2011年、武官）
- 劇場版 戦国BASARA -The Last Party-（2011年、左馬助[20]）
- 手塚治虫のブッダ -赤い砂漠よ!美しく-（2011年）
- GAMBA ガンバと仲間たち（2015年、与一）

### OVA
- 鬼公子炎魔（2006年、炎魔）
- 伝染るんです。（2009年、川沼）
- 間の楔 第2期（2012年、ジークスD）

### Webアニメ
- ヒューマンバグ大学 闇の漫画（2022年-伊武隼人、鷺忌、隼瀬組構成員）
- モノクローム〜色眼の囚人〜（2022年-竜崎京一郎）
- Shenmue the Animation（2022年、紅紫明、ビャッコ）
- ライジングインパクト（2024年、金園秀美[21]） - 2シリーズ[一覧 6]

### ゲーム
2003年
- わがまま☆フェアリー ミルモでポン! 対戦まほうだま（結木摂）
- わがまま☆フェアリー ミルモでポン! ミルモの魔法学校物語（結木摂）

2004年
- エトワールの方程式（二階堂未央）

2005年
- わがまま☆フェアリー ミルモでポン! どきどきメモリアルパニック（結木摂）

2006年
- NARUTO -ナルト- 木ノ葉スピリッツ!!
- ファイナルファンタジーXII（トマジ 他）

2007年
- クローバーの国のアリス 〜Wonderful Wonder World〜

2009年
- L2 Love×Loop（リュカ）

2012年
- Confidential Money 〜300日で3000万ドル稼ぐ方法〜（ルーク）

2017年
- 蝶々事件ラブソディック

2020年
- ファイナルファンタジーVII リメイク
- DAIROKU: AYAKASHIMORI（皓鵺）

2022年
- ドラゴンクエストX オンライン（ビャン・ダオ）

2024年
- ファイナルファンタジーVII リバース

### ドラマCD
- 胡鶴捕物語
- セイント・ビースト（従者A、海賊A）
- 聖痕のクェイサー 〜皇女の卵〜（2007年、アンドレイ）
- 第一夜、第二夜（平家兵1）
- 鉄道むすめ 〜鉄道制服コレクション〜 ドラマCD 第1巻（久慈ありすの兄）
- 人間交差点・あの日川を渡って（友達）
- 遙かなる時空の中で3 紅の月 第二夜（平家兵1）
- プリンセスナイトメア（恩田、ローム）

### BLCD
- 愛とバクダン3 傷だらけの天使ども 〜Marked for Death 鎮魂歌に牙を 前編〜（鼠）
- 恋する暴君2（学生）
- すべてはこの夜に（本庄）
- 絶対服従2 絶対束縛（宅配便の男、記者A）
- 千夜一夜に口説かれて（ワイドショーのキャスター1）
- 蛇淫の血（岐柳辰久）
- こころ（正一）
- 瞳をすまして（モデル）

### 吹き替え

#### 映画
- アンダーワールド ビギンズ
- 1%のハンデ（ケビン）
- WIN WIN ダメ男とダメ少年の最高の日々（カイル・ティモンズ〈アレックス・シェイファー〉）
- ゴッド・ランド（テリー）
- シティ・オブ・メン（パリト）
- ジャッジメント・デイ（ヘンドリックス）
- その名にちなんで（ジェリー）
- ハイジャック（ジーン、アブ、技師）
- ハイスクール・ミュージカル ザ・ムービー
- パウンド（サント）
- 山猫は眠らない2
- レット・イット・シャイン
- ワイルド・スピード MAX

#### ドラマ
- インジャスティス 〜法と正義の間で〜（アラン・スチュワート）
- GALACTICA/ギャラクティカ シーズン2（フレア）
- 恐竜SFドラマ プライミーバル 第2章 #1
- クローザー
- クワンティコ/FBIアカデミーの真実（サイモン・アッシャー〈テイト・エリントン〉）
- Going to the Mat（ケビン）
- コールドケース4（若いテレル）#8
- サンクチュアリ（ロビー）#8
- TOUCH/タッチ（アンドレ）
- ティーン・スパイ K.C.（アーニー・クーパー〈カミル・マクファデン〉）
- 4400 未知からの生還者4（ダルトン）

#### アニメ
- うさぎのモフィ（ケリー）

### 映画
- ヤッターマン（2009年）

## ディスコグラフィ

### キャラクターソング
| 発売日         | 商品名                                                             | 歌                                   | 楽曲                               | 備考                                                    |
| -------------- | ------------------------------------------------------------------ | ------------------------------------ | ---------------------------------- | ------------------------------------------------------- |
| 2003年6月25日  | わがまま☆フェアリー ミルモでポン! デュエットシリーズ 2 リルム&結木 | 結木摂（徳本恭敏）                   | 「君を迎えに行く」                 | 『わがまま☆フェアリー ミルモでポン!』関連曲             |
| 2003年6月25日  | わがまま☆フェアリー ミルモでポン! デュエットシリーズ 2 リルム&結木 | リルム&結木（麻績村まゆ子&徳本恭敏） | 「大切なともだち」                 | 『わがまま☆フェアリー ミルモでポン!』エンディングテーマ |
| 2003年12月21日 | 大切なともだち                                                     | リルム&結木（麻績村まゆ子&徳本恭敏） | 「大切なともだち（TVバージョン）」 | 『わがまま☆フェアリー ミルモでポン!』エンディングテーマ |

### シリーズ一覧
1. ↑  第1期（2002年 - 2003年）、第2期『ごおるでん』（2003年 - 2004年）、第3期『わんだほう』（2004年 - 2005年）
2. ↑  第1期（2007年 - 2008年）、第2期『破戒録篇』（2011年）
3. ↑  『ゼロ デュエル・マスターズ』（2007年）、『デュエル・マスターズ クロスショック』（2010年）
4. ↑  第1期（2009年 - 2010年）、第2期『2ND SEASON』（2011年）
5. ↑  第1期（2009年）、第2期『弐』（2010年）
6. ↑  シーズン1（2024年）、シーズン2（2024年）